# Pelatachina limata
Pelatachina limata là một loài ruồi trong họ Tachinidae.